# Ashes (Album)
Ashes ist das dritte Musikalbum der Death-Rock/Gothic-Rock-Band Christian Death und das letzte unter der Führung von Rozz Williams.

## Hintergrund
Ashes wurde 1985 produziert. Auf dem Album ist mehr denn je der große Einfluss von David Bowie auf Rozz Williams zu vernehmen.
Mit diesem Album löste sich die Band, wie man teilweise schon auf dem Vorgänger Catastrophe Ballet hören konnte, von ihrer im Gothic Punk verwurzelten Spielweise und tendierte fortan zu einer Variante des Gothic Rock, welche auch als American Gothic bezeichnet wurde.
Hierbei setzte die Band auf durchweg klare Melodiebögen aus hellen Gitarren, die von einem düsteren Bass begleitet wurden, was bei Liedern wie Ashes, When i was Bed oder The Luxury of Tears besonders deutlich zu hören ist.
Inhaltlich geht es in Ashes um eine post-apokalyptische Vision einer kalten und düsteren Zukunft. Die Texte wurden hierbei meistens elegisch, surreal, oftmals mit christlicher und anti-religiöser Thematik beinhaltet und sehr düster gesungen. Die Stücke auf Ashes klingen durchweg kontrollierter als auf den punk-lastigen Vorgänger-Alben.

## Wahrnehmung
Als eines der erfolgreichsten Alben von Christian Death wird Ashes u. a. neben Catastrophe Ballet und Only Theatre of Pain als Post-Punk Essential bezeichnet und wahrgenommen.
Bis heute wird dieses Album oftmals noch als Death-Rock definiert und vermarktet, obwohl es – wenn überhaupt – nur noch bei wenigen Liedern wie Face Merkmale der im Death-Rock üblichen und dem Gothic Punk ähnlichen Spielweisen aufweist und stilistisch überwiegend im Gothic-Rock-Umfeld verortet ist.
Die beiden Stile, die sich hauptsächlich im Death-Rock entwickelten, waren zum einen der Horrorpunk und eine dem britischen Gothic Punk ähnliche Mixtur aus tiefem schwerem Bass, tribalartigem Schlagzeug sowie kratzend- und quietschend-polternder Gitarre mit Einflüssen aus Hard Rock und Schock-Rock.
Hierbei ist zu erwähnen, dass der Begriff Death-Rock ab Mitte der 1980er Jahre zunehmend mit dem Terminus Gothic-Rock gleichgesetzt wurde und eine Vermischung der beiden Stile durch die UK Tour von Christian Death und Auftritte von Bands wie den Sisters of Mercy in den USA zu verzeichnen ist.

“I don’t know how things went from death rock to Goth, but I think the Sisters had something to do with it.”

„Ich weiß nicht wie die Sache vom Deathrock zum Goth wurde, aber ich glaube die Sisters hatten etwas damit zu tun.“

Williams äußerte sich über die Änderung der Wahrnehmung wie folgt:

“So death rock as we saw it, was taking the visual and lyrical aspect of the Cramps, and attaching it to rock’n’roll. Only People started calling it gothic rock instead, and it ended up going to a very different place we had intended.”

„Also Death-Rock, wie wir ihn verstanden nahm die visuellen und lyrischen Aspekte von the Cramps und hefteten sie an Rock ’n’ Roll. Nur das Leute anfingen es Gothic Rock zu nennen, und es endete damit, dass es in eine völlig andere Richtung lief als wir eigentlich beabsichtigt hatten.“

## Titelliste
- Ashes Part 1
- Ashes Part 2
- When i was Bed
- Lament (Over the Shadows)
- Face
- The Luxury of Tears
- Of The Wound

## Wiederveröffentlichungen
Am 25. September 2009 wurde Ashes von Christian Death erneut veröffentlicht und von Kritikern als Meilenstein und als eines der einflussreichsten Alben der Gothic-Szene gewürdigt. Auf der Neuveröffentlichung befindet sich der zuvor unveröffentlichte Bonus-Track Before The Rain.